# Biuro Wyborcze "Niespodzianka"

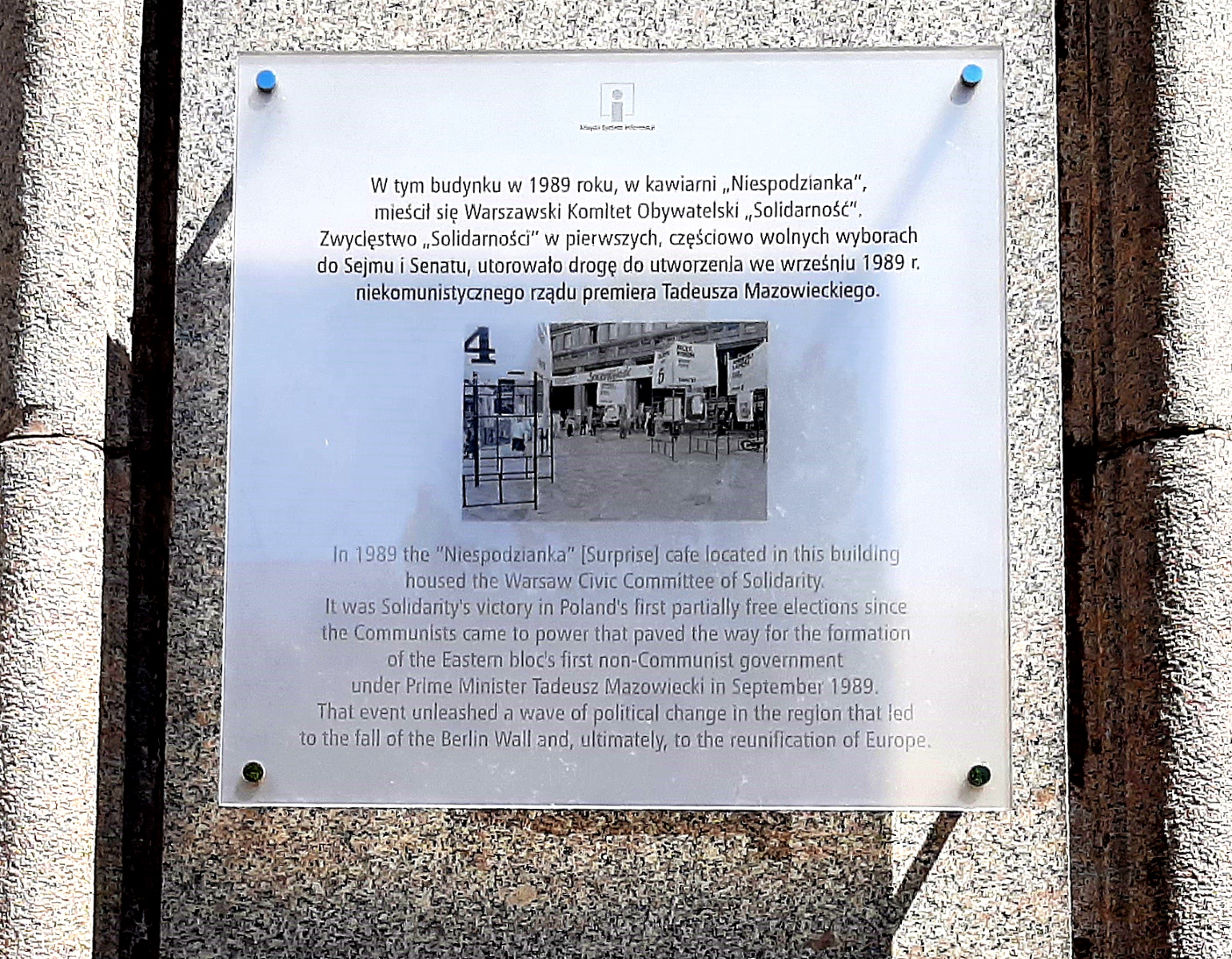
Tablica pamiątkowa na budynku w Warszawie, przy Pl. Konstytucji 6

"Niespodzianka" – popularna nazwa "flagowego" biura wyborczego Warszawskiego Komitetu Wyborczego „Solidarność” podczas transformacji ustrojowej 1989 roku w Polsce. Siedzibą biura była dawna kawiarnia "Niespodzianka" w Warszawie przy Placu Konstytucji 6.

## Polityczne ograniczenia wyborcze
Po uzgodnieniach Okrągłego Stołu, władze PRL (formalnie Rada Państwa 13 kwietnia 1989) wyznaczyły 4 czerwca 1989 roku jako datę pierwszych, częściowo wolnych wyborów po II wojnie światowej. W wyniku ustaleń pomiędzy ówczesną władzą a opozycją, rządząca PZPR wraz ze swymi satelitami miała zagwarantowane co najmniej 65 proc. (299) miejsc w Sejmie PRL. Czołowych przedstawicieli ówczesnych władz państwa (35 osób) umieszczono na tzw. liście krajowej. Byli przedstawicielami PZPR, ZSL, SD, „Pax”, UChS, PZKS i PRON. W wyniku wyborów prawie wszyscy z nich przegrali. Wybory do nowo utworzonego Senatu były w pełni demokratyczne – o 100 miejsc ubiegali się kandydaci PRL-owskich władz, a także kandydaci opozycji i inni.

## Organizacja Biura Wyborczego

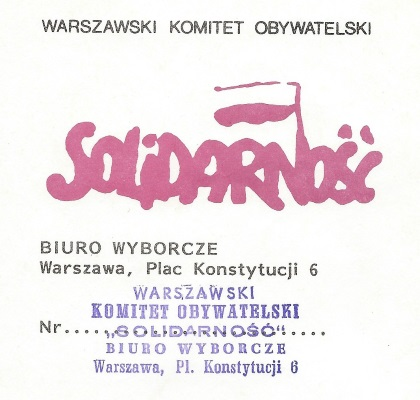
Papier firmowy i pieczątka Biura Wyborczego "S" w "Niespodziance"

Lokal byłej kawiarni miał trzy poziomy:
- podziemie, w którym była niegdyś winiarnia oraz kilka pomieszczeń gospodarczych. Podczas kampanii wyborczej zlokalizowano tam sztab.
- parter (na poziomie Pl. Konstytucji), gdzie znajdowała się niegdyś kawiarnia. Podczas kampanii wyborczej zlokalizowano tam (po lewej stronie od wejścia) salę konferencji prasowych oraz (po prawej stronie) stanowiska informacyjne wolontariuszy. Na wprost wydzielono małe pomieszczenie kierownika biura, obok znajdowały się schody do podziemi oraz na antresolę
- niewielka antresola. Podczas kampanii wyborczej zlokalizowano tam urządzenia techniczne: wyleasingowaną kserokopiarkę, a także komputery.

Częścią Biura Wyborczego był także przylegający do lokalu kiosk (dawniej "Ruchu"). Podczas kampanii wyborczej sprzedawano tam „wywrotowe” gazety, książki, kasety, plakietki, znaczki, czapeczki, koszulki, nawet dmuchane, plastikowe Urbany… Dzienna sprzedaż "Gazety Wyborczej" wynosiła 5 tys. egz., "Tygodnika Solidarność" - 3 tys. egz.
Przed lokalem wyborczym, na placu ustawiono duże (budowlane) rusztowania z ogromnymi banerami ze zdjęciami kandydatów.

## Kampania wyborcza
W jednej z analiz Warszawskiego Komitetu Obywatelskiego „Solidarność” czytamy:
"ostrość i gwałtowność tej kampanii wynika niewątpliwie z niecodziennej siły kampanii KO „S”, dużej frekwencji na zebraniach, wielotysięcznego poparcia w zgłoszeniach kandydatów. Wyniki wstępnych sondaży wskazują jednoznacznie na zwycięstwo „Solidarności”. Nadzieje, że „S” nie będzie zdolna zorganizować się w tak krótkim czasie okazały się bezpodstawne. Można z łatwością zaobserwować częściowy przynajmniej powrót Sierpnia, ludzie są bardziej pogodni, życzliwi dla siebie, wraca poczucie solidarności.
W tej sytuacji propaganda oficjalna zdecydowała się na próbę przywołania atmosfery końca roku 1981: pustych półek, strajków, demonstracji. Odmowa rejestracji NZS obliczona jest właśnie na przypomnienie strajków studenckich z przełomu listopada i grudnia 1981. Widoczna jest jednak słabość tej propagandy, obliczonej głównie na zwolenników obozu rządowego, ludzi już przekonanych, których trzeba w okresie wyborczym umocnić jeszcze bardziej w ich poglądach i postawach (klasyczny typ tzw. propagandy wzmocnienia).
Skierowana jest do ludzi w wieku średnim i starszych, odczuwających lęk przed nową, nieznaną im rzeczywistością polityczną. To wydaje się też być nieskuteczne, ludzie z tych kategorii wiekowych chcą wziąć udział w wyborach i chcą głosować na KO „S”. Przewidywać też należy, że propagandziści widząc nieskuteczność tych wysiłków, przerzucą się na tzw. „czarną” propagandę, poprzez produkowanie fałszywych apeli podpisywanych przez zwolenników „S”, czy wręcz KO „S”. Próby takie już miały miejsce."
„Niespodzianka" prowadziła kampanię wyborczą w województwie stołecznym warszawskim oraz za granicą (Polonia głosowała na okręg I – Śródmieście). Z tego okręgu kandydowali:
- do Sejmu: Jacek Ambroziak, Janusz Byliński, Ryszard Bugaj, Jerzy Dyner, Andrzej Łapicki, Andrzej Miłkowski, Jacek Kuroń, Maria Sielicka-Gracka, Zbigniew Janas
- do Senatu: Władysław Findeisen, Anna Radziwiłł, Witold Trzeciakowski.

W trakcie kampanii wyborczej w biurze gościli m.in. (alfabetycznie): Zbigniew Brzeziński, Ryszard Bugaj, Zbigniew Bujak, Jacek Kuroń. Kampanię wyborczą wsparli m.in. (alfabetycznie): Jane Fonda, Kazimierz Kaczor, Nastassja Kinski, Yves Montand, Anna Nehrebecka, Daniel Olbrychski, Joanna Szczepkowska, Stevie Wonder.
Źródłem finansowania kampanii były: zbiórka publiczna (do wystawionych urn), sprzedaż cegiełek, wpłaty donatorów, również zagranicznych, wpływy ze sprzedaży w kiosku. Szacunkowo, Biuro Wyborcze podczas kampanii odwiedzało dziennie ok. 15 - 20 tys. osób.

## Personel Biura Wyborczego

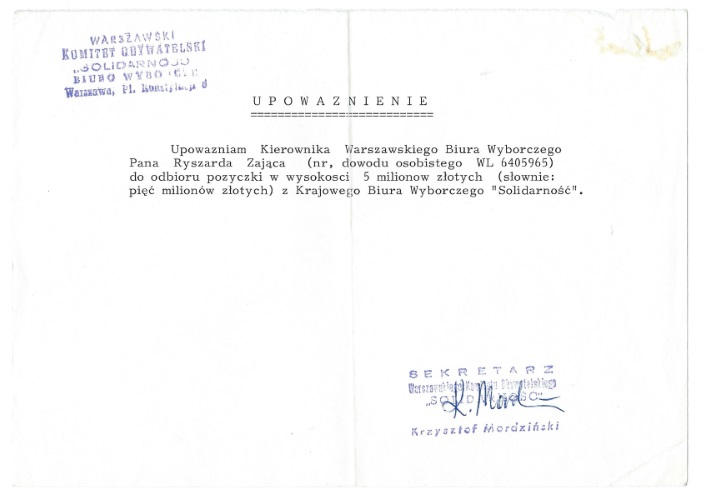
Upoważnienie dla kierownika Biura Wyborczego

- Nadzór nad całością, koncepcje prowadzenia kampanii wyborczej - Jan Lityński
- Koncepcje prowadzenia kampanii wyborczej - Henryk Wujec, Adam Glapiński (m.in. pikietowanie lokali wyborczych w dniu wyborów), Zbigniew Hołdys, Seweryn Reszka, Yoshiho Umeda,
- Rzecznik prasowy - Andrzej Urbanik
- Sekretarz - Krzysztof Mordziński
- Szef służb informacyjnych - Joanna Szymanderska
- Koordynacja spotkań wyborczych kandydatów - Barbara Lis-Udrycka
- Skarbnik - Mirosław Odorowski
- Księgowa - Jolanta Bogdańska-Lustych
- Sprzedaż cegiełek wyborczych - Magdalena Skarżyńska
- Przyjmowanie wpłat zagranicznych - Yoshiho Umeda
- Fotoreporter - Jacek Domiński
- Kierownik (administracyjny) - Ryszard M. Zając
- Zastępca kierownika - Sławomir Zawadzki
- Obsługa ksero (na antresoli) - Adam Zając
- Klejenie plakatów wyborczych - uczniowie szkół podstawowych oraz licealiści, głównie z Międzyszkolnego Komitetu Solidarności oraz z XI LO im. Mikołaja Reja w Warszawie. Kierował nimi Wojciech Dorosz, później Rafał Trzaskowski

Ogółem z biurem stale współpracowało od 70 (początkowo) do 200 osób.

## Wynik wyborów
W wyniku wyborów, zwanych „kontraktowymi”, wybrano 460 posłów oraz 100 senatorów. Kandydaci Komitetu Obywatelskiego „S” zdobyli 161 miejsc w Sejmie PRL oraz 99 miejsc w Senacie PRL. Frekwencja wyborcza w I turze głosowania wyniosła 62 proc. (w II turze tylko 25 proc.). Po raz pierwszy w krajach tzw. bloku wschodniego, opozycja dostała się do parlamentu!
W wyniku wyborów PZPR zdobyła 173 miejsca w Sejmie i żadnego w Senacie, Zjednoczone Stronnictwo Ludowe – 76 w Sejmie, Stronnictwo Demokratyczne – 27 w Sejmie, Stowarzyszenie „Pax” – 10 w Sejmie, Unia Chrześcijańsko – Społeczna – 8 w Sejmie, Polski Związek Katolicko – Społeczny – 5 w Sejmie. 1 osoba niezrzeszona uzyskała mandat w Senacie.

## Kontrowersje i ciekawostki

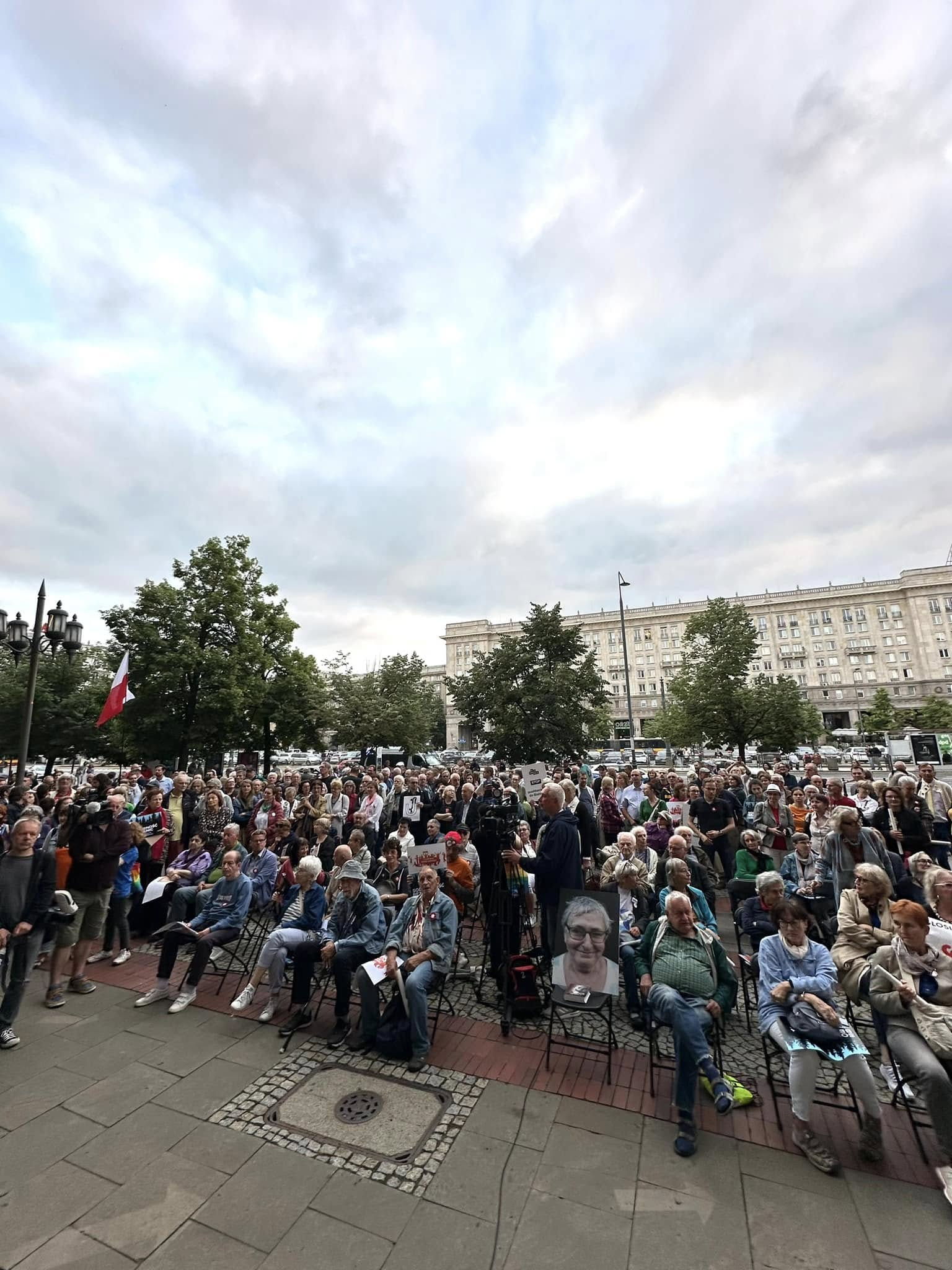
Wydarzenie "Za wolność pod Niespodzianką", 2024

- Plakat z flagą wynurzającą się z czerwieni, etapami: 0 - 35 - 100 proc. wymyślił Zbigniew Hołdys.
- Plakat z budzikiem o wskazówkach z biało – czerwoną chorągiewką, z godziną ustawioną na „za pięć dwunasta” oraz hasłem "Nie śpij, bo cię przegłosują" wymyślił Seweryn Reszka.
- Klęska "listy krajowej" - czołowi przedstawiciela władz PRL nie dostali się do parlamentu wskutek kampanii prowadzonej przez "Niespodziankę". Wg. kierownika biura Ryszarda Zająca "plakat wyborczy „MOŻE ICH BYĆ MNIEJ” zawierał wezwanie do skreślania kandydatów listy krajowej! Decyzję o takim kierunku kampanii wyborczej oraz o wyprodukowaniu „antylistowych” plakatów podjął (...) Seweryn Reszka. W efekcie masowych skreśleń lista krajowa padła (przeszli tylko: Mikołaj Kozakiewicz i Adam Zieliński). Konieczna była druga tura wyborów."
- Plakat Tomasza Sarneckiego "z kowbojem" trzymającym w prawej ręce kartkę "wybory" oraz napisem "w samo południe 4 czerwca 1989" - według oficjalnej wersji został zaakceptowany przez sztab wyborczy "S". Wg. kierownika biura Ryszarda Zająca - "Trust mózgów, obradujący nieprzerwanie w podziemiach „Niespodzianki”, odrzucił ów projekt plakatu jako nietrafny. Zdecydowałem na własną rękę, że jest dobry i musi być wydrukowany (po latach okazało się, że kilka osób opowiada, że to była ich decyzja, akurat mnie tego nie wmówią). Jechał wtedy któryś z emisariuszy „S” bodaj do Włoch; dałem mu więc ten projekt z kowbojem. Gdy powróciły gotowe plakaty, mogłem sobie gratulować – wywołały niesamowitą furorę! Na czarnym rynku płacono za egzemplarz „kowboja ” ok. dziesięciu dolarów!"[1]